# Karl Ferdinand von Hagen
Karl Ferdinand von Hagen, genannt Geist (* 1710/1711 in Briesen; † 19. Februar 1759 in Bautzen) war ein preußischer Generalmajor und Chef des Infanterie-Regiments Nr. 8.

## Leben
Von Hagens Familie stammte aus dem Mansfeldischen. Seine Eltern waren der Erbherr auf Paretz und polnisch-sächsischer Kammerherr Friedrich Hermann von Hagen und Hedwig, geborene von Rochow aus dem Hause Trebitz.
Er kam als junger Mann zum Leibregiment des Königs Friedrich Wilhelm I. Am 4. August 1740 wurde er Seconde-Lieutenant und kam zum neuerrichteten ersten Bataillon der Leibgarde des neuen Königs Friedrich II. Dort erhielt er den Rang eines Hauptmanns. Am 14. März 1741 erhielt von Hagen die Beförderung zum Premier-Lieutenant. Kam 18. Juni 1745 wurde er Stabshauptmann der Garde im Rang eines Oberstleutnants der Armee. Im Ersten Schlesischen Krieg führte er ein eigenes Grenadier-Bataillon mit Kompanien aus den Regimentern Nr. 5 (Wedel) und Nr. 20 (Voigt). Von Hagen bekam im Zweiten Schlesischen Krieg erneut ein Grenadier-Bataillon, dieses Mal aus Kompanien der Regimenter Nr. 13 (Truchseß) und Nr. 37 (Moulin).
Am 27. Oktober 1745 übernahm er die Kompanie des Oberstleutnants „von Wedel“ der in der Schlacht bei Soor gefallen war. Im September 1753 wurde er Oberst der Armee, im Juli 1755 erhielt er die Beförderung zum Oberst und wurde gleichzeitig Hauptmann der Garde. Im August 1756 erfolgte die Beförderung zum Major der Garde, zudem wurde er Kommandeur des zweiten und dritten Bataillons der Garde. Am 3. Januar 1757 erfolgte seine Ernennung zum Generalmajor. Nach der Schlacht bei Prag 1757 übernahm von Hagen das Infanterie-Regiment Nr. 8. In der Schlacht bei Hochkirch (ebenfalls Siebenjähriger Krieg) wurde er schwer verletzt. Er wurde nach Bautzen gebracht, wo er am 19. Februar 1759 starb.
Karl Ferdinand von Hagen war mit Sophie Dorothea von Beeren (1713–1755), Witwe des Majors Karl Dietrich von Holtzendorff, verheiratet, hinterließ aber keine Erben.